# Ламот Мари, Орелиус
Сэр Орелиус Джон Батист Ламот Мари (англ. Sir Aurelius John Baptiste Lamothe Marie; 23 декабря 1904, Портсмут, Великобритания — 28 сентября 1995) — государственный деятель Доминики, президент Доминики (1980—1983).

## Биография
До своего избрания работал мировым судьей и юристом.
К моменту избрания в партиях не состоял.
25 февраля 1980 года Палата собраний избрала его президентом.
В 1980—1983 годах — президент Доминики.
Был женат на Бернадетт Дюбуа (с 1964). Хобби: чтение, садоводство, походы.